# 久世郡

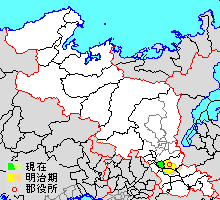
京都府久世郡の位置（緑：久御山町 薄黄：後に他郡に編入された区域 薄緑・水色：後に他郡から編入した区域）

- 日本 > 近畿地方 > 京都府 > 久世郡
- 令制国一覧 > 畿内 > 山城国 > 久世郡

久世郡（くせぐん）は、京都府（山城国）の郡。
人口14,629人、面積13.86km²、人口密度1,055人/km²。（2025年7月1日、推計人口）
以下の1町を含む。
- 久御山町（くみやまちょう）

## 郡域
1879年（明治12年）に行政区画として発足した当時の郡域は、上記1町のほか、以下の区域にあたる。
- 京都市
  - 伏見区の一部（淀木津町・淀川顔町・淀新町・淀下津町・淀池上町・淀本町）
- 宇治市の一部（槇島町、宇治以西）
- 城陽市の大部分（水主・奈島・市辺を除く）
- 八幡市の一部（上津屋）
- 綴喜郡宇治田原町の一部（高尾）

## 歴史

### 古代

#### 郷
『和名類聚抄』に記される郡内の郷。括弧内は訓読み。
- 竹淵郷（多加不知）
- 奈美郷
- 那羅郷
- 水主郷
- 那紀郷
- 宇治郷
- 殖栗郷
- 栗隈郷（久里久末）
- 富野郷（止無乃）
- 拝志郷
- 久世郷
- 羽栗郷

#### 式内社
『延喜式』神名帳に記される郡内の式内社。
| 神名帳                        | 神名帳                     | 神名帳 | 神名帳                  | 比定社                   | 比定社                     | 比定社 | 集成 |
| 社名                          | 読み                       | 格     | 付記                    | 社名                     | 所在地                     | 備考   | 集成 |
| ----------------------------- | -------------------------- | ------ | ----------------------- | ------------------------ | -------------------------- | ------ | ---- |
| 久世郡 24座（大11座・小13座） |                            |        |                         |                          |                            |        |      |
| 石田神社                      | イハタノ イシタ            | 大     | 月次新嘗                | （論）石田神社           | 京都府京都市伏見区石田     |        |      |
| 石田神社                      | イハタノ イシタ            | 大     | 月次新嘗                | （論）石田神社           | 京都府八幡市八幡岩田里     |        |      |
| 石田神社                      | イハタノ イシタ            | 大     | 月次新嘗                | （論）石田神社           | 京都府八幡市八幡岩田大将軍 |        |      |
| 水主神社 十座                 | ミヌシノ                   | 並大   | 月次新嘗 （別項に記載） | 水主神社                 | 京都府城陽市水主宮馬場     |        |      |
| 荒見神社                      | アラミノ                   | 小     |                         | （論）荒見神社           | 京都府城陽市富野荒見田     |        |      |
| 荒見神社                      | アラミノ                   | 小     | （論）荒見神社          | 京都府久世郡久御山町田井 |                            |        |      |
| 双栗神社 三座                 | サクリノ                   | 小     |                         | 雙栗神社                 | 京都府久世郡久御山町佐山   |        |      |
| 水度神社 三座                 | ミトノ                     | 小     | 鍬靫                    | 水度神社                 | 京都府城陽市寺田水戸坂     |        |      |
| 旦椋神社                      | アサクラノ                 | 小     |                         | 且椋神社                 | 京都府宇治市大久保北ノ山   |        |      |
| 伊勢田神社 三座               | イセタノ                   | 小     | 鍬靫                    | 伊勢田神社               | 京都府宇治市伊勢田町若林   |        |      |
| 巨椋神社                      | オホクラノ イホクラ コムラ | 小     |                         | 巨椋神社                 | 京都府宇治市小倉町寺内     |        |      |
| 室城神社                      | ムロキノ                   | 小     |                         | 室城神社                 | 京都府久世郡久御山町下津屋 |        |      |
| 凡例を表示                    |                            |        |                         |                          |                            |        |      |

1. ↑  就中同水主坐天照御魂神水主坐山背大国魂命神二座預相嘗祭

### 近世以降の沿革
「旧高旧領取調帳」に記載されている明治初年時点での支配は以下の通り。幕府領は代官小堀数馬・多羅尾織之助が管轄。●は寺社領が存在。（2町36村）
| 知行       | 知行                                               | 村数     | 村名 |
| ---------- | -------------------------------------------------- | -------- | --- |
| 天領       | 京都守護職役知                                     | 1町 5村  | 槇島村、伊勢田村、長池町、高尾村、白川村、安田村 |
| 天領       | 皇室領・幕府領（小堀）                             | 1村      | ●寺田村 |
| 天領       | 門跡領・公家領・幕府領（小堀）                     | 1村      | 平川村 |
| 天領       | 門跡領・公家領・京都守護職役知                     | 1村      | 久世村 |
| 天領       | 公家領・幕府領（小堀）                             | 1村      | 上津屋村 |
| 天領       | 公家領・京都守護職役知                             | 1村      | 観音堂村 |
| 天領       | 幕府領（多羅尾）・茶師上林氏領                     | 1村      | 宇治郷 |
| 天領       | 京都守護職役知・茶師上林氏領                       | 1村      | ●小倉村 |
| 天領       | 京都守護職役知・彫金師後藤四郎兵衛家領・本阿弥家領 | 1村      | 中村 |
| 藩領       | 山城淀藩                                           | 1町 21村 | 広野村、大久保村、富野村、林村、佐山村、市田村、下津屋村、田井村、中島村、●野村、●森村、相島村、東一口村、西一口村、釘貫村、北川顔村、藤和田村、●封戸村、●坊之池村、島田村、江ノ口村、淀町 |
| 天領・藩領 | 公家領・淀藩・大和小泉藩                           | 1村      | 枇杷庄村 |
| 天領・藩領 | 旗本領・淀藩                                       | 1村      | 佐古村 |

- 慶応4年
  - 2月19日（1868年3月12日） - 天領が京都裁判所の管轄となる。
  - 閏4月25日（1868年6月15日） - 京都裁判所の管轄地域が京都府の管轄となる。
- 明治初年
  - 領知替えにより、長池町・佐古村および久世村の一部（京都守護職役知）・上津屋村の一部（幕府領）が淀藩領となる。
- 明治4年
  - 7月14日（1871年8月29日） - 廃藩置県により、藩領が淀県、小泉県の管轄となる。
  - 11月14日（1871年12月25日） - 第1次府県統合により、全域が京都府の管轄となる。
- 明治9年（1876年）（1町24村）
  - 中島村・野村・森村・相島村・東一口村・西一口村・釘貫村・北川顔村・藤和田村・封戸村・坊之池村・島田村・江ノ口村が合併して御牧村となる。
  - 長池町が富野村に合併。
- 明治12年（1879年）
  - 4月10日 - 郡区町村編制法の京都府での施行により、行政区画としての久世郡が発足。「宇治久世郡役所」が宇治郷の宇治郷小学校に設置され、宇治郡とともに管轄。
  - 5月7日 - 郡役所が本郡単独となり、久世郡役所は淀下津町へ移転[3]。
- 明治14年（1881年） - 宇治郷の一部より宇治町が起立。（2町24村）

### 町村制以降の沿革

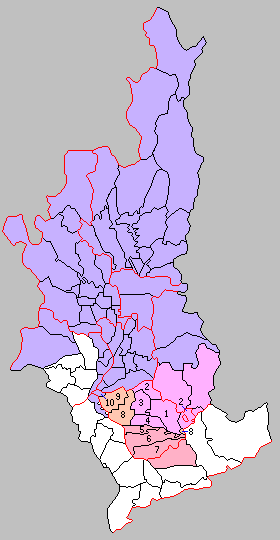
1.宇治町 2.槇島村 3.小倉村 4.大久保村 5.久津川村 6.寺田村 7.富野荘村 8.佐山村 9.御牧村 10.淀町（紫：京都市 桃：宇治市 赤：城陽市 橙：久御山町）

- 明治22年（1889年）4月1日 - 町村制の施行により、以下の町村が発足。（2町8村）
  - 宇治町 ← 宇治町、宇治郷、白川村（現・宇治市）
  - 槇島村（単独村制。現・宇治市）
  - 小倉村 ← 小倉村、伊勢田村、安田村（現・宇治市）
  - 大久保村 ← 大久保村、広野村（現・宇治市）
  - 久津川村 ← 久世村、平川村、上津屋村［浜上津屋・里上津屋を除く］（現・城陽市）
  - 寺田村 ← 寺田村、綴喜郡水主村（現・城陽市）
  - 富野荘村 ← 富野村、枇杷荘村、観音堂村（現・城陽市）
  - 佐山村 ← 市田村、田井村、下津屋村、佐古村、佐山村、林村（現・久御山町）
  - 御牧村（単独村制。現・久御山町）
  - 淀町 ← 淀町の一部［池上町・下津町・新町］（現・京都市伏見区）
  - 淀町の残部（納所町）が紀伊郡納所村の、上津屋村の残部が綴喜郡都々城村の、中村が同郡青谷村の、高尾村が同郡田原村のそれぞれ一部となる。
- 明治32年（1899年）7月1日 - 郡制を施行。
- 明治25年（1902年）1月5日 - 久世郡役所を宇治宇文字へ新築移転。
- 大正12年（1923年）4月1日 - 郡会が廃止。郡役所は存続。
- 大正15年（1926年）
  - 6月21日 - 小作争議が激化。小作人側は子供を地主の子供と同じ小学校（御牧小学校、佐山小学校）に通わすことはできないとして同盟休校を行った[4]。
  - 7月1日 - 郡役所が廃止。以降は地域区分名称となる。
- 昭和10年（1935年）4月1日 - 淀町が綴喜郡美豆村を編入。
- 昭和11年（1936年）2月11日 - 淀町が乙訓郡淀村を編入。
- 昭和17年（1942年）7月1日 - 「宇治地方事務所」が宇治町に設置され、宇治郡とともに管轄。
- 昭和26年（1951年）
  - 3月1日 - 宇治町・槇島村・小倉村・大久保村が宇治郡東宇治町と合併して宇治市が発足、郡より離脱。（1町5村）
  - 4月1日 - 久津川村・富野荘村・寺田村が綴喜郡青谷村と合併して城陽町が発足。（2町2村）
- 昭和29年（1954年）10月1日 - 佐山村・御牧村が合併して久御山町が発足。（3町）
- 昭和32年（1957年）4月1日 - 淀町が京都市に編入。伏見区の一部となる。（2町）
- 昭和47年（1972年）5月5日 - 城陽町が市制施行して城陽市となり、郡より離脱。（1町）

#### 変遷表
| 明治22年4月1日 | 明治22年 - 大正15年 | 昭和1年 - 昭和19年             | 昭和20年 - 昭和29年      | 昭和30年 - 昭和64年               | 平成1年 - 現在 | 現在     |
| -------------- | ------------------- | ------------------------------ | ------------------------ | --------------------------------- | -------------- | -------- |
| 宇治町         | 宇治町              | 宇治町                         | 昭和26年3月1日 宇治市    | 宇治市                            | 宇治市         | 宇治市   |
| 槇島村         | 槇島村              | 槇島村                         | 昭和26年3月1日 宇治市    | 宇治市                            | 宇治市         | 宇治市   |
| 小倉村         | 小倉村              | 小倉村                         | 昭和26年3月1日 宇治市    | 宇治市                            | 宇治市         | 宇治市   |
| 大久保村       | 大久保村            | 大久保村                       | 昭和26年3月1日 宇治市    | 宇治市                            | 宇治市         | 宇治市   |
| 宇治郡 宇治村  | 宇治郡 宇治村       | 昭和17年4月1日 宇治郡 東宇治町 | 昭和26年3月1日 宇治市    | 宇治市                            | 宇治市         | 宇治市   |
| 宇治郡 笠取村  | 宇治郡 笠取村       | 昭和17年4月1日 宇治郡 東宇治町 | 昭和26年3月1日 宇治市    | 宇治市                            | 宇治市         | 宇治市   |
| 寺田村         | 寺田村              | 寺田村                         | 昭和26年4月1日 城陽町    | 昭和47年5月5日 市制               | 城陽市         | 城陽市   |
| 久津川村       | 久津川村            | 久津川村                       | 昭和26年4月1日 城陽町    | 昭和47年5月5日 市制               | 城陽市         | 城陽市   |
| 富野荘村       | 富野荘村            | 富野荘村                       | 昭和26年4月1日 城陽町    | 昭和47年5月5日 市制               | 城陽市         | 城陽市   |
| 綴喜郡 青谷村  | 綴喜郡 青谷村       | 綴喜郡 青谷村                  | 昭和26年4月1日 城陽町    | 昭和47年5月5日 市制               | 城陽市         | 城陽市   |
| 佐山村         | 佐山村              | 佐山村                         | 昭和29年10月1日 久御山町 | 久御山町                          | 久御山町       | 久御山町 |
| 御牧村         | 御牧村              | 御牧村                         | 昭和29年10月1日 久御山町 | 久御山町                          | 久御山町       | 久御山町 |
| 淀町           | 淀町                | 淀町                           | 淀町                     | 昭和32年4月1日 京都市伏見区に編入 | 京都市         | 京都市   |
| 綴喜郡 美豆村  | 綴喜郡 美豆村       | 昭和10年4月1日 淀町に編入      | 淀町                     | 昭和32年4月1日 京都市伏見区に編入 | 京都市         | 京都市   |
| 乙訓郡 淀村    | 乙訓郡 淀村         | 昭和11年2月11日 淀町に編入     | 淀町                     | 昭和32年4月1日 京都市伏見区に編入 | 京都市         | 京都市   |

## 行政
歴代の郡長は以下の通り。
| 代 | 氏名       | 就任年月日                 | 退任年月日                 | 備考                                                                         |
| -- | ---------- | -------------------------- | -------------------------- | ---------------------------------------------------------------------------- |
|    | 長村保固   | 明治12年（1879年）4月10日  | 明治15年（1882年）6月27日  | 明治12年（1879年）5月6日までは、宇治郡長も兼任 明治15年（1882年）6月27日逝去 |
|    | 荒井公木   | 明治15年（1882年）7月6日   | 明治15年（1882年）11月13日 | 紀伊郡長による兼任のち免兼官                                                 |
|    | 田邊信成   | 明治15年（1882年）         | 明治19年（1886年）10月8日  | 紀伊郡書記兼宇治郡書記兼久世郡書記へ転任                                     |
|    | 荒井公木   | 明治19年（1886年）10月8日  | 明治25年（1892年）12月27日 | これより奏任官となる 紀伊郡長による兼任のち免兼官                            |
|    | 伴時彦     | 明治25年（1892年）12月27日 | 明治35年（1902年）4月29日  | 宇治郡長を兼任。 明治26年（1893年）7月5日免兼官。 病気により依願免本官       |
|    | 田邊信成   | 明治35年（1902年）4月29日  | 明治38年（1905年）7月13日  | 与謝郡長へ転任                                                               |
|    | 北本雄     | 明治38年（1905年）7月13日  | 大正2年（1913年）6月28日   | 依願免本官                                                                   |
|    | 後藤善二   | 大正2年（1913年）6月28日   | 大正5年（1916年）5月4日    | 在任中に死去                                                                 |
|    | 前田千賀良 | 大正5年（1916年）5月22日   | 大正6年（1917年）1月17日   | 依願免本官                                                                   |
|    | 長世吉     | 大正6年（1917年）1月17日   | 大正7年（1918年）6月21日   | 貴族院書記官へ転任                                                           |
|    | 木村正義   | 大正7年（1918年）7月3日    | 大正8年（1919年）5月17日   | 文部書記官へ転任                                                             |
|    | 平田光雄   | 大正8年（1919年）6月9日    | 大正11年（1922年）8月21日  | 警視庁警視へ転任                                                             |
|    | 行上常太郎 | 大正11年（1922年）8月21日  | 大正15年（1926年）6月30日  | 郡役所廃止により、廃官 地方事務官長崎県壱岐支庁長へ転任                      |

## 関連文献
- 『久世郡史』京都府久世郡、1922年。NDLJP:912609。